# Acanthochlamys
Acanthochlamys é um género de planta com flor pertencente à família Velloziaceae. 
A autoridade científica da espécie é P.C. Kao, tendo sido publicada em Phytotax. Res. 1: 1. 1980.
Trata-se de um género aceite pelo sistema de classificação filogenético Angiosperm Phylogeny Website

## Espécies
Segundo a base de dados The Plant List tem 2 espécies descritas das quais 1 é aceite:
- Acanthochlamys bracteata P.C.Kao